# Winfried Jestaedt
Winfried Jestaedt (né en 1931 à Fulda, mort le 7 mai 2011 à Wurtzbourg) est un journaliste allemand.

## Biographie
Il suit des études de géomètre-expert à l'université de sciences appliquées de Francfort-sur-le-Main (de). Puis il étudie la théologie catholique, la philosophie et enfin le journalisme à Mayence, Fulda (de) et Francfort-sur-le-Main. En 1959, il obtient un doctorat.
Il effectue un stage au Fuldaer Zeitung (de). En 1962, il devient rédacteur de Würzburger katholischen Sonntagsblatt, le journal du diocèse. En 1964, il arrive à Die Tagespost. Il en devient le rédacteur en chef de 1981 à 1984 puis celui du journal du diocèse où il tient l'éditorial.
En 1998, le pape Jean-Paul II le fait chevalier de l'ordre de Saint-Grégoire-le-Grand. En 2006, Benoît XVI le nomme chevalier de l'ordre de Saint-Sylvestre
Jestaedt était aussi militant au sein de la CSU et dirigea de 1970 à 1976 la section de Margetshöchheim.

## Distinctions
- Chevalier de l'ordre de Saint-Grégoire-le-Grand